# Phanerochaete avellanea
Phanerochaete avellanea är en svampart som först beskrevs av Giacopo Bresàdola, och fick sitt nu gällande namn av J. Erikss. & Hjortstam 1981. Phanerochaete avellanea ingår i släktet Phanerochaete och familjen Phanerochaetaceae.   Inga underarter finns listade i Catalogue of Life.